# Irène de Grèce (1942)
Pour les articles homonymes, voir Irène de Grèce.
Titre
Diadoque de Grèce
6 mars 1964 – 10 juillet 1965
(1 an, 3 mois et 4 jours)
Signature
Irène de Grèce (en grec moderne : Ειρήνη της Ελλάδας / Iríni tis Elládas et en espagnol : Irene de Grecia), princesse de Grèce et de Danemark, est née le 11 mai 1942 au Cap, en Afrique du Sud. C’est un membre de la famille royale de Grèce et une pianiste renommée.

## Famille
La princesse Irène est la deuxième fille et la dernière des trois enfants du roi Paul Ier de Grèce (1901-1964), alors diadoque, et de son épouse la princesse Frederika de Hanovre (1917-1981).
Elle est également la sœur cadette de la reine Sophie d'Espagne (1938) et de l'ex-roi Constantin II de Grèce (1940-2023).
La princesse est célibataire et n’a pas d’enfant, bien que de spéculations aient été faites par la presse. Ainsi, de nombreuses rumeurs ont annoncé une idylle entre Irène et le futur roi Harald V de Norvège ou encore avec le prince Gonzalve de Bourbon, voire avec Jésus Aguirre, deuxième époux de la duchesse d’Albe,.

## Biographie

### Naissance en exil
Irène de Grèce voit le jour au Cap, en Afrique du Sud, où sa mère et plusieurs membres de la famille royale de Grèce se sont réfugiés pendant une partie de la Seconde Guerre mondiale et l'occupation de la Grèce par les troupes nazies. La princesse a d’ailleurs pour parrain le maréchal Jan Smuts (1870-1950), alors Premier ministre d’Afrique du Sud.

### Princesse de Grèce et de Danemark
Rentrée en Grèce avec sa famille en septembre 1946 après qu'un référendum a rétabli la monarchie, la princesse reçoit une éducation d'autant plus soignée que son père monte sur le trône dès 1947. La petite fille a ainsi pour précepteurs la pianiste classique Gina Bachauer, qui fait d’elle une brillante concertiste, et le professeur d'archéologie Theophano Arvanitopoulou. Elle intègre ensuite la prestigieuse école de Salem, en Allemagne, comme sa sœur avant elle.
L’enfance et l’adolescence de la princesse sont profondément marquées par les violences de la guerre civile grecque (1944-1945 et 1946-1949) et par les difficultés politiques auxquelles son père et sa famille sont confrontés.
En 1964, le père d’Irène, le roi Paul Ier, meurt des suites d’une opération de l’estomac et son fils, Constantin, lui succède. Il hérite du même coup de l’instabilité politique grecque. Il épouse le 18 septembre la princesse Anne-Marie de Danemark. Le nouveau souverain n'ayant pas encore d'enfant, et sa sœur aînée Sophie ayant renoncé à ses droits au trône pour épouser Juan Carlos d'Espagne, Irène devient diadoque jusqu'à la naissance de la fille de Constantin, Alexia, le 10 juillet 1965.
Le 21 avril 1967, le coup d’État des colonels impose la dictature. Le 14 décembre, le roi et sa famille, après une tentative de contre-coup d'État avortée, doivent à nouveau prendre le chemin de l’exil.
La dictature des colonels est renversée en 1973 et la Troisième République est proclamée. La démocratie est restaurée mais la monarchie est officiellement abolie. La Grèce devient membre de la Communauté économique européenne en 1981.

### Après l’abolition de la monarchie
Après un court séjour à Rome, en Italie, Irène de Grèce et sa mère s’installent à Madras, en Inde, en 1968, après leur départ de Grèce. La princesse réside dans ce pays jusqu’à la mort de la reine Frederika en 1981. Elle étudie la philosophie vedanta avec le professeur T. M. P. Mahadevan et se spécialise dans l'étude comparative des religions. Après la mort de sa mère, elle part vivre en Espagne auprès de sa sœur Sophie. Elle occupe dès lors un appartement du palais de la Zarzuela à Madrid, et passe beaucoup de temps avec son neveu, le prince héritier Felipe, et ses nièces, les infantes Elena et Cristina.
À partir de 1985, la princesse s'engage dans le combat humanitaire et la protection animale. La Communauté économique européenne ayant décidé cette année-là d'abattre quatre millions de bovins pour réduire artificiellement sa production de lait, Irène de Grèce organise l'envoi de milliers de vaches en Inde. Là, ces animaux sont considérés comme sacrés tandis que leur lait est distribué à des enfants pauvres.
En 1986, la princesse crée la « Fondation Monde en Harmonie », une organisation à but non lucratif qui vise à promouvoir la solidarité entre les peuples et la compassion envers les animaux. Elle participe par ailleurs régulièrement à d’autres activités de bienfaisance ainsi qu’à de nombreuses activités culturelles.
En 1994, son frère, l’ex-roi Constantin, porte plainte contre le gouvernement d'Athènes devant la Cour européenne des droits de l’homme pour retrouver ses biens confisqués par la République hellénique. Il obtient partiellement gain de cause. De fait, en décembre 2002, la princesse Irène reçoit également 900 000 euros de son pays natal, en dédommagement de la confiscation des biens de la famille royale par l’État grec. Irène affecte la majeure partie de cette compensation à des bourses d’études pour jeunes musiciens, en hommage à son professeur de piano, Gina Bachauer. La princesse vit ensuite d'une allocation annuelle que lui versent son frère et sa sœur. 
Le 16 mars 2018, Irène obtient la nationalité espagnole par lettre de naturalité et renonce à la nationalité grecque,.
Au début des années 2020, la princesse Irène voit sa santé décliner, ce qui l’oblige bientôt à se déplacer en fauteuil roulant. Elle continue néanmoins à faire quelques apparitions publiques, en assistant par exemple au mariage de son neveu, le prince Phílippos de Grèce, avec Nina Flohr (2021) et à celui de sa nièce, la princesse Théodora de Grèce, avec Matthew Kumar (2024), ainsi qu’aux funérailles de son frère l’ancien roi Constantin II (2023) et à celles de son cousin, le prince Michel de Grèce (2024).

## Dans la fiction
En 2009, le personnage d'Irène apparaît sous les traits de l'actrice Alícia Pérez Borràs (ca) dans la mini-série espagnole 23-F: el día más difícil del rey (es).
En 2011, le rôle d'Irène est interprété par l'actrice espagnole Paloma Zavala dans le téléfilm Sofía, consacré à la sœur aînée de la princesse.

## Titulature et honneurs

### Titulature
- 11 mai 1942 – 6 mars 1964 : Son Altesse Royale la princesse Irène de Grèce et de Danemark ;
- 6 mars 1964 – 10 juillet 1965 : Son Altesse Royale le diadoque de Grèce et princesse de Danemark ;
- Depuis le 10 juillet 1965 : Son Altesse Royale la princesse Irène de Grèce et de Danemark.

### Honneurs hellènes
- Dame grand-croix de l'ordre des Saintes-Olga-et-Sophie[20] ;
- Récipiendaire de l'insigne commémoratif du centenaire de la maison royale de Grèce (30 mars 1963).

### Honneurs étrangers
- Dame grand-croix de justice de l'ordre sacré et militaire constantinien de Saint-Georges (Deux-Siciles, 1962)[21] ;
- Chevalier grand-croix de l'ordre du Mérite de la République italienne (Italie, 27 novembre 1962)[22] ;
- Chevalier grand-croix de l'ordre de la Chula Chom Klao (Thaïlande, 14 février 1963)[23] ;
- Chevalier de l'ordre de l'Éléphant (Danemark, 11 septembre 1964)[24].

### Sur la princesse Irène
- (es) Eva Celada, Irene de Grecia, La princesa rebelde, Plaza & Janés, 2007 (présentation en ligne).
- (es) Carmen Gallardo, « Irene », dans La última reina, Madrid, La Esfera de los Libros, 2021, 418 p. (ISBN 9788413840840), p. 315-332.

### Sur la famille royale de Grèce
- (es) Ricardo Mateos Sáinz de Medrano, La Familia de la Reina Sofía : La Dinastía griega, la Casa de Hannover y los reales primos de Europa, Madrid, La Esfera de los Libros, 2004, 573 p. (ISBN 978-84-9734-195-0).

### Bases de données et dictionnaires
- Ressource relative au sport :   - Olympedia
- Notice dans un dictionnaire ou une encyclopédie généraliste :   - Deutsche Biographie
- Notices d'autorité :   - VIAF
  - ISNI
  - BnF (données)
  - LCCN
  - GND
  - Espagne
  - Grèce
  - WorldCat

### Autres liens externes
- (en + es + el) Fondation Monde en Harmonie
- (en + el) Fiche biographique sur le site de la famille royale de Grèce.
- (el) Ανδρέας Μέγκος, « Πριγκίπισσα Ειρήνη: Γιορτάζει σήμερα τα 78α γενέθλια της », sur The Royal Chronicles,‎ 11 mai 2020 (consulté le 7 avril 2022).